# Campeonato Pernambucano de Futebol de 2012
O Campeonato Pernambucano de Futebol de 2012, cujo nome oficial atual é Pernambucano Coca-Cola 2012 por motivos de patrocínio, foi a 98ª edição do campeonato estadual de futebol de Pernambuco. A fórmula desta edição é igual a adotada no campeonato anterior.

## Formato
Na primeira fase, as equipes jogam entre si em dois turnos. As quatro melhores avançaram às semifinais, com o primeiro colocado enfrentando o quarto e o segundo enfrentando o terceiro, com jogos de ida e volta, o primeiro e segundo na 1ª fase tiveram a vantagem do empate no placar geral (A soma dos dois jogos). Os vencedores das semifinais disputaram o título.

### Campeonato Pernambucano
| Equipe                                     | Cidade                   | Em 2011 | Estádio (Mando)              | Capacidade | Títulos (Último)    | Part. |
| ------------------------------------------ | ------------------------ | ------- | ---------------------------- | ---------- | ------------------- | ----- |
| América Futebol Clube                      | Recife                   | 9º      | Ademir Cunha                 | 12.000     | 6 (último em 1944)  | 79    |
| Araripina Futebol Clube                    | Araripina                | 10º     | Chapadão do Araripe          | 5.500      | 0 (não possui)      | 3     |
| Belo Jardim Futebol Clube                  | Belo Jardim              | 2º (A2) | Mendonção                    | 5.230      | 0 (não possui)      | 2     |
| Central Sport Club                         | Caruaru                  | 5º      | Estádio Luiz José de Lacerda | 20.000     | 0 (não possui)      | 50    |
| Clube Náutico Capibaribe                   | Recife                   | 3º      | Aflitos                      | 19.800     | 21 (último em 2004) | 97    |
| Petrolina Social Futebol Clube             | Petrolina                | 7º      | Paulo Coelho                 | 5.000      | 0 (não possui)      | 8     |
| Clube Atlético do Porto                    | Caruaru                  | 4º      | Estádio Luiz José de Lacerda | 20.000     | 0 (não possui)      | 18    |
| Salgueiro Atlético Clube                   | Salgueiro                | 6º      | Cornélio de Barros           | 12.070     | 0 (não possui)      | 6     |
| Santa Cruz Futebol Clube                   | Recife                   | 1º      | Arruda                       | 60.044     | 25 (último em 2011) | 97    |
| Serra Talhada Futebol Clube                | Serra Talhada            | 1º (A2) | Nildo Pereira                | 5.000      | 0 (não possui)      | 1     |
| Sport Club do Recife                       | Recife                   | 2º      | Ilha do Retiro               | 35.000     | 39 (último em 2010) | 95    |
| Sociedade Esportiva Ypiranga Futebol Clube | Santa Cruz do Capibaribe | 10º     | Limeirão                     | 5.000      | 0 (não possui)      | 12    |

## Classificação
| Pernambucano 2012 | Pernambucano 2012 | Pernambucano 2012 | Pernambucano 2012 | Pernambucano 2012 | Pernambucano 2012 | Pernambucano 2012 | Pernambucano 2012 | Pernambucano 2012 | Pernambucano 2012 | Pernambucano 2012 | Pernambucano 2012 | Pernambucano 2012 |
| Times | Times             | Pts               | J                 | V                 | E                 | D                 | GP                | GC                | SG                | %                 | M                 |                   |
| --- | ----------------- | ----------------- | ----------------- | ----------------- | ----------------- | ----------------- | ----------------- | ----------------- | ----------------- | ----------------- | ----------------- | ----------------- |
| 1 | Sport             | 50                | 22                | 15                | 5                 | 2                 | 44                | 22                | +22               | 76                | Estável           |                   |
| 2 | Santa Cruz        | 44                | 22                | 14                | 3                 | 5                 | 44                | 22                | +22               | 67                | Estável           |                   |
| 3 | Salgueiro         | 44                | 22                | 13                | 5                 | 4                 | 35                | 19                | +16               | 67                | Estável           |                   |
| 4 | Náutico           | 38                | 22                | 11                | 5                 | 6                 | 34                | 21                | +13               | 57                | Estável           |                   |
| 5 | Petrolina         | 32                | 22                | 9                 | 5                 | 8                 | 23                | 25                | -2                | 49                | Estável           |                   |
| 6 | Ypiranga-PE       | 29                | 22                | 8                 | 5                 | 9                 | 17                | 26                | -9                | 44                | Estável           |                   |
| 7 | Porto-PE          | 27                | 22                | 8                 | 3                 | 11                | 31                | 38                | -7                | 41                | 1                 |                   |
| 8 | Belo Jardim       | 27                | 22                | 8                 | 3                 | 11                | 25                | 34                | -9                | 41                | 1                 |                   |
| 9 | Serra Talhada     | 24                | 22                | 7                 | 3                 | 12                | 25                | 32                | -7                | 36                | 2                 |                   |
| 10 | Central           | 24                | 22                | 5                 | 9                 | 8                 | 25                | 25                | 0                 | 36                | Estável           |                   |
| 11 | Araripina         | 17                | 22                | 3                 | 8                 | 11                | 24                | 32                | -8                | 26                | Estável           |                   |
| 12 | América-PE        | 11                | 22                | 2                 | 5                 | 15                | 17                | 48                | -31               | 17                | Estável           |                   |
| Pts – Pontos ganhos; J – Jogos; V - Vitórias; E - Empates; D - Derrotas; GP – Gols pró; GC – Gols contra; SG – Saldo de gols; % - Aproveitamento de pontos. |                   |                   |                   |                   |                   |                   |                   |                   |                   |                   |                   |                   |

|  |                                                                |
|  | Classificados para a fase final e para a Copa do Nordeste 2013 |
|  | Classificado para a fase final                                 |
|  | Classificados para a Série D do Campeonato Brasileiro de 2012  |
|  | Rebaixados para a Série A2 em 2013                             |

## Desempenho por rodada
Clubes que lideraram o campeonato ao final de cada rodada
| Rodadas | Rodadas | Rodadas | Rodadas | Rodadas | Rodadas | Rodadas | Rodadas | Rodadas | Rodadas | Rodadas | Rodadas | Rodadas | Rodadas | Rodadas | Rodadas | Rodadas | Rodadas | Rodadas | Rodadas | Rodadas | Rodadas |
| ------- | ------- | ------- | ------- | ------- | ------- | ------- | ------- | ------- | ------- | ------- | ------- | ------- | ------- | ------- | ------- | ------- | ------- | ------- | ------- | ------- | ------- |
| 1       | 2       | 3       | 4       | 5       | 6       | 7       | 8       | 9       | 10      | 11      | 12      | 13      | 14      | 15      | 16      | 17      | 18      | 19      | 20      | 21      | 22      |
| STL     | STL     | NAU     | NAU     | SAL     | SAL     | NAU     | SAL     | SAL     | SAL     | SAL     | SAL     | SAL     | SAL     | SAL     | SPT     | SPT     | SPT     | SPT     | SPT     | SPT     | SPT     |

Clubes que ficaram na última posição no campeonato ao final de cada rodada
| Rodadas | Rodadas | Rodadas | Rodadas | Rodadas | Rodadas | Rodadas | Rodadas | Rodadas | Rodadas | Rodadas | Rodadas | Rodadas | Rodadas | Rodadas | Rodadas | Rodadas | Rodadas | Rodadas | Rodadas | Rodadas | Rodadas |
| ------- | ------- | ------- | ------- | ------- | ------- | ------- | ------- | ------- | ------- | ------- | ------- | ------- | ------- | ------- | ------- | ------- | ------- | ------- | ------- | ------- | ------- |
| 1       | 2       | 3       | 4       | 5       | 6       | 7       | 8       | 9       | 10      | 11      | 12      | 13      | 14      | 15      | 16      | 17      | 18      | 19      | 20      | 21      | 22      |
| AME     | BJA     | BJA     | BJA     | AME     | AME     | AME     | AME     | AME     | AME     | AME     | AME     | AME     | AME     | AME     | AME     | AME     | AME     | AME     | AME     | AME     | AME     |

## Fase final
|  | Semifinais | Semifinais | Semifinais | Semifinais |   |       | Final | Final | Final | Final |
|  |            |            |            |            |   |       |       |       |       |       |
|  | Sport      | 2          | 0          | 2          |   |       |       |       |       |       |
|  | Náutico    | 1          | 0          | 1          |   |       |       |       |       |       |
|  | Náutico    | 1          | 0          | 1          |   | Sport | 0     | 2     | 2     |       |
|  |            |            |            |            |   | Sport | 0     | 2     | 2     |       |
|  |            | Santa Cruz | 0          | 3          | 3 |       |       |       |       |       |
|  | Santa Cruz | Santa Cruz | 0          | 3          | 3 | 1     | 3     | 4     |       |       |
|  | Santa Cruz |            |            |            |   | 1     | 3     | 4     |       |       |
|  | Salgueiro  | 2          | 1          | 3          |   |       |       |       |       |       |

### Campeão
| Bicampeão Pernambucano 2012 |
| --------------------------- |
| SANTA CRUZ 26º título       |

## Artilharia
| Gols | Jogador            | Time          |
| ---- | ------------------ | ------------- |
| 15   | Dênis Marques      | Santa Cruz    |
| 14   | Marcelinho Paraíba | Sport         |
| 13   | Joélson            | Porto-PE      |
| 11   | Vanderlei          | Araripina     |
| 9    | Kiros              | Porto-PE      |
| 8    | Siloé              | Náutico       |
| 8    | Elvis              | Salgueiro     |
| 8    | Fabrício Ceará     | Salgueiro     |
| 7    | Souza              | Náutico       |
| 7    | Souza              | Petrolina     |
| 6    | Halleson           | Belo Jardim   |
| 6    | Júnior Mineiro     | Serra Talhada |
| 6    | Jheimy             | Sport         |

## Maiores públicos
| 1  | 45.109 | Santa Cruz | 1 – 3 | Sport       | Arruda         | 16 de fevereiro |
| 2  | 44.082 | Santa Cruz | 0 – 0 | Sport       | Arruda         | 6 de maio       |
| 3  | 36.113 | Santa Cruz | 3 – 1 | Salgueiro   | Arruda         | 30 de abril     |
| 4  | 31.998 | Sport      | 2 – 3 | Santa Cruz  | Ilha do Retiro | 13 de maio      |
| 5  | 28.650 | Santa Cruz | 2 – 1 | Belo Jardim | Arruda         | 15 de janeiro   |
| 6  | 28.024 | Santa Cruz | 2 – 0 | Salgueiro   | Arruda         | 11 de março     |
| 7  | 27.068 | Santa Cruz | 1 – 0 | Náutico     | Arruda         | 1 de abril      |
| 8  | 25.274 | Santa Cruz | 0 – 0 | Central     | Arruda         | 1 de fevereiro  |
| 9  | 25.229 | Sport      | 0 – 0 | América-PE  | Ilha do Retiro | 19 de janeiro   |
| 10 | 24.617 | Sport      | 4 – 3 | Náutico     | Ilha do Retiro | 29 de janeiro   |

## Média de público
Essas foram as médias de público do campeonato. Considera-se apenas os jogos da equipe como mandante:
| 1. Santa Cruz – 26.621 2. Sport – 19.209 3. Náutico – 11.375 4. Salgueiro – 8.647 5. Central – 7.466 6. Araripina – 5.428 | 1. Porto-PE – 4.806 2. Ypiranga-PE – 4.585 3. Belo Jardim – 4.439 4. Serra Talhada – 4.379 5. Petrolina – 4.268 6. América-PE – 3.209 |

## Seleção do Campeonato
Prêmios
- Técnico: Neco
- Artilheiro: Dênis Marques
- Craque: Marcelinho Paraíba
- Gol do povo: Luciano Henrique
- Reveleção: Auremir

Time
- Goleiro: Magrão do Sport
- Zagueiro: Bruno Aguiar do Sport
- Zagueiro: Alemão do Salgueiro
- Lateral-Direito: Marcos Tamandaré do Salgueiro
- Lateral-Esquerdo: Renatinho do Santa Cruz
- Volante: Hamílton do Sport
- Volante: Memo do Santa Cruz
- Meio-campo: Marcelinho Paraíba do Sport
- Meio-campo: Souza do Náutico
- Atacante: Joelson do Porto-PE
- Atacante: Dênis Marques do Santa Cruz

Fonte: http://globoesporte.globo.com/pe/noticia/2012/05/trofeu-lance-final-premia-os-melhores-do-pernambucano.html